# U-Boot Tipo XXIII
La classe di U-Boot Tipo XXIII era una classe di sommergibili costieri tedeschi molto veloci, per capacità di combattimento molto superiori rispetto alle solite possibilità dei sommergibili dell'epoca. Tuttavia ebbe poco tempo per essere posta in servizio.
Questi mezzi, analogamente ai più grandi U-Boot Tipo XXI, subirono, su un totale di 62 esemplari costruiti, poche perdite, sempre a causa di attacchi aerei.